# Marattia oppositifolia
Marattia oppositifolia là một loài dương xỉ trong họ Marattiaceae. Loài này được Sm.in Rees mô tả khoa học đầu tiên năm 1812.
Danh pháp khoa học của loài này chưa được làm sáng tỏ. 